# 집중투표제도
집중투표제도(集中投票制,  cumulative voting)는 이사를 선임함에 있어서 선임하고자 하는 이사의 수만큼의 의결권을 1주식의 주주에게 부여하는 제도이다. 이는 1주 1의결권의 원칙에 대한 예외이며 소수파 주주도 자기가 적당하다고 생각하는 사람을 이사로서 선임하여 이사회에 진출시킬 수 있도록 한 제도이다. 이 제도에 따르면 2명 이상의 이사 선임을 목적으로 열리는 주주총회에서 주주는 1주마다 선임예정 이사와 같은 수의 의결권을 가지며(의결권=보유주식 수×선임할이사수) 이 의결권을 후보자 한 사람 또는 몇 명에게 집중적으로 행사하여 득표 수에 따라 차례로 이사를 선임하게 된다.

## 통상적인 제도와 비교
상법상 이사의 선임을 위한 주주총회의 결의는 이사 한 사람에 대해 한번씩 이루어지므로 통상적인 방법(단순투표제)대로라면 몇 명의 이사를 선임하든 과반수의 결의를 지배할 수 있는 대주주가 이사 전원을 자신이 추천하는 후보로 선임할 수 있다(the winner-take-all tendency). 따라서 대주주는 자신의 의도대로 이사진을 구성하기 유리하고 소액주주는 자신들의 이익을 대변할 수 있는 이사를 선임할 수 있는 가능성이 희박하다. 집중투표제는 이같이 이사 전원이 대주주에 의해 독점선임되는 것을 견제하는 방법이다. 집중투표제 하에서는 아무리 많은 주식을 보유하고 있는 대주주라 하더라도 총 의결권의 수가 모든 후보들의 과반수를 넘길 만큼 충분하지 않다면 소액주주들의 의도가 관철될 가능성이 생긴다.
예컨대 발행주식이 100주이고 그 중 A 주주로 26주, B 주주가 74주를 가지고 있는 회사에서 집중투표의 방법으로 이사 3인을 선임하다고 하자. 이 경우 A의 의결권은 78개가 되고, B의 의결권은 222개가 된다. 그러므로 B가 이사 3인을 전부 자기 사람 b1, b2, b3로 선임하려면 의결권을 b1, b2, b3 각 1인에 대해 74개씩 분산해서 행사하여야 한다. 그러나 A는 a만을 이사로 선임할 의사로 자기의 의결권 78개를 전부 a에게 집중행사하면 a가 이사로 선임되고, 나머지 2인만이 B의 사람으로 선임될 수 있다.

## 요건
1. 정관에 집중투표를 배제하는 규정이 없어야 한다.

## 문제점
이사회의 원활한 의사결정장애가 발생할 수 있다.

## 절차
1. 발행주식총수의 100분의3이상 소유하는 주주가 주주총회일 7일전에 서면으로 집중투표를 청구(382조 2항)
2. 집중투표를 청구한 서면은 주주총회종결시까지 본점에 비치하고 주주로 하여금 영업시간내 열람할 수 있도록 하여야 함(6항)
3. 의장은 이사선임결의전에 집중투표청구가 있었음을 알려야 함(5항)
4. 공시의무위반은 소집절차 또는 결의방법의 하자로서 결의취소의 원인이 됨

## 효과
1. 의결권은 이사후보자 1인 또는 수인에게 집중적으로 투표할 수 있음(3항)
2. 당선자 결정은 단순투표제와 마찬가지로 투표의 최다수를 얻은 자로부터 순차적으로 이사에 선임된 것으로 함(4항)

## 상장회사특례
1. 소수주주권의 요건: 100분의1(542조7 2항)
2. 집중투표를 배제하기 위한 정관변경: 100분의3을 초과하는 주식에 대해 의결권제한(3항)

## 집중투표제의 회피
집중투표제는 동일한 주주총회에서 2인 이상의 이사를 선임하는 경우에 1주(株)마다 선임할 이사의 수와 동일한 의결권을 인정하는 제도이므로 총회에서 1인의 이사를 선임하는 경우에는 적용되지 않는다. 그러므로 집중투표를 회피하기 위하여 의도적으로 별도의 총회를 열고 1인씩의 이사를 선임하는 방법을 취하는 수도 있다. 이러한 방법의 효력에 관하여는 각 총회의 간격 기타의 정황에 따라서 획일적으로 논단하기는 어려우나 집중투표제를 정관에 의하여 배제하지 않는 회사에서 이 제도를 회피하기 위한 탈법적 의도가 인정되지 않는 한 위법으로 보기는 어렵다.

## 같이 보기
- 이사 (법인)
- 대한민국 상법 제382조의2